# Xã Washburn, Quận Griggs, Bắc Dakota
Xã Washburn (tiếng Anh: Washburn Township) là một xã thuộc quận Griggs, tiểu bang Bắc Dakota, Hoa Kỳ. Năm 2010, dân số của xã này là 68 người.